# نوئل مالکوم
سر نوئل رابرت مالکوم، (زاده ۲۶ دسامبر ۱۹۵۶ برابر با ۵ دی ۱۳۳۵ در انگلیس) یک روزنامه‌نگار سیاسی، تاریخ‌نگار و دانشگاهی است که اکنون، پژوهشگر ارشد در کالج آل سولز، آکسفورد است. مالکوم که یک محقق پادشاه در کالج ایتون بود، تاریخ را در پیترهاوس، کمبریج خواند و دکترای خود را در تاریخ از کالج ترینیتی، کمبریج دریافت کرد. او پیش از اینکه یک روزنامه‌نگار سیاسی و امور خارجی برای اسپکتیتور و دیلی تلگراف شود، همکار و استاد در کالج گونویل و کایوس در کمبریج بود.
سپس او در سال ۱۹۹۵ از روزنامه‌نگاری کناره‌گیری کرد و نویسنده و دانشگاهی شد و به مدت دو سال به عنوان عضو میزبان کالج سنت آنتونی، آکسفورد گمارده شد. او در سال ۱۹۹۷ به عضویت انجمن سلطنتی ادبیات و در سال ۲۰۰۱ عضو آکادمی بریتانیا درآمد. او در سال ۲۰۱۴ به دلیل کارکردهایش در زمینه بورس تحصیلی، روزنامه‌نگاری و تاریخ اروپا، نشان شوالیه را دریافت کرد.